# Château de Font-Baudry
Le château de Font-Baudry (Fontbaudry) est un château situé à Preuilly-sur-Claise (Indre-et-Loire) et inscrit aux monuments historiques le 3 mai 1963.

## Histoire
Le château, ayant une origine gallo-romaine, est un ancien fief relevant de la baronnie de Preuilly, connu alors sous l'appellation de Fons Balderici (XIIIe siècle). Jusqu'au XVIIIe siècle, il appartient à la famille Ancelon, qui le transmet alors à Louis Nicolas Le Tonnelier de Breteuil.
Il est reconstruit en 1830.